# At the End of the Day - Un giorno senza fine
At the End of the Day - Un giorno senza fine è un film del 2011 scritto e diretto da Cosimo Alemà e prodotto dalle società The Mob e Frame by Frame. Il film è stato presentato in anteprima alla 31ª edizione del Fantafestival di Roma e al Courmayeur Noir in festival. In Italia è stato distribuito da Bolero Film a partire dal 22 luglio 2011. Il film è stato distribuito da Universal Pictures in Francia, Gran Bretagna, Benelux, Scandinavia e Australia.

## Trama
Sette amici decidono di trascorrere una giornata insieme giocando a softair: dopo aver raggiunto un'area desolata e lontana da ogni centro abitato, si dividono in due squadre e si affrontano con le loro ASG. Monica, una delle ragazze del gruppo, ha portato con sé la sorella Lara, che non vede da lungo tempo e che è in procinto di partire per una missione umanitaria; schiva e poco socievole, Lara fatica ad integrarsi con il resto del gruppo e non nasconde un certo disagio all'idea di maneggiare tali repliche. Il gioco ha inizio, le due squadre si inoltrano nel bosco, vengono sparati i primi pallini; ci sono tutte le prospettive per una giornata di divertimento e di spensieratezza. Invece all'improvviso accade qualcosa di assolutamente inaspettato, e gli amici si rendono conto di non essere soli come credevano. È l'inizio di un incubo. Ben presto, il gruppo si ritrova vittima di una misteriosa minaccia che si nasconde fra gli alberi, mentre il loro gioco si trasforma improvvisamente in una caccia all'uomo.

## Storia vera
Nei primi minuti del film una scritta segnala che "la storia è ispirata a fatti realmente accaduti il 5 giugno 1992".

## Produzione
Cosimo Alemà, regista specializzato nella produzione di videoclip musicali (in quasi vent'anni di attività ne ha realizzati circa duecento), esordisce al cinema con questo suo primo lungometraggio, At the end of the day, sceneggiato dallo stesso Alemà insieme a Romana Meggiolaro e Daniele Persica.
Gli interpreti del film sono prevalentemente giovani attori emergenti; la protagonista, Stephanie Chapman-Baker, è qui al suo primo ruolo cinematografico. Il film è stato girato interamente in lingua inglese, dato che gli attori sono tutti stranieri.

## Colonna sonora
La colonna sonora del film comprende pezzi di Soap&Skin, WW (Women in Woods) e del duo post-rock americano Hammock.